# Rui Ludovino
Rui João Marques Ludovino (ur. 3 stycznia 1967 w Lizbonie) – portugalski judoka. Olimpijczyk z Barcelony 1992, gdzie zajął 23. miejsce wadze ekstralekkiej.
Uczestnik mistrzostw świata w 1991. Startował w Pucharze Świata w 1989, 1991 i 1992 roku. Uczestnik turniejów.

## Letnie Igrzyska Olimpijskie 1992
| Konkurencja | Eliminacje              | Eliminacje                  | Klas. końcowa |
| Konkurencja | Przeciwnik I            | Przeciwnik II               | Miejsce       |
| ----------- | ----------------------- | --------------------------- | ------------- |
| 60 kg       | Gilberto García (DOM) Z | Daszgombyn Battulga (MGL) P | 23.           |